# Emma Ankudey
Emma Flash Ankudey est un boxeur ghanéen né le 10 septembre 1943.

## Carrière
Emma Ankudey est médaillé d'or dans la catégorie des poids welters aux Jeux du Commonwealth britannique d'Édimbourg en 1970 ainsi que médaillé de bronze dans cette même catégorie aux championnats d'Afrique de Nairobi en 1972.
Aux Jeux olympiques d'été de 1972 à Munich, il est éliminé au premier tour dans cette même catégorie par le Mongol Damdinjavyn Bandi (en). Il est ensuite médaillé d'argent aux Jeux africains de Lagos en 1973 dans la catégorie des poids welters.